# ماسلیاخا
ماسلیاخا (به لاتین: Maslyakha) یک منطقهٔ مسکونی در روسیه است که در سرزمین آلتای واقع شده‌است.